# Ojus
Ojus ist  ein census-designated place (CDP) im Miami-Dade County im US-Bundesstaat Florida. Das U.S. Census Bureau hat bei der Volkszählung 2020 eine Einwohnerzahl von 19.673 ermittelt. 

## Geographie
Ojus grenzt an die Städte Hallandale Beach (Broward County), Aventura und North Miami Beach und liegt etwa 15 km nördlich von Miami. Der CDP wird von der Interstate 95, dem U.S. Highway 1 und der Florida State Road 860 durchquert bzw. tangiert.

## Demographische Daten
Laut der Volkszählung 2010 verteilten sich die damaligen 18.036 Einwohner auf 8008 Haushalte. Die Bevölkerungsdichte lag bei 2505,0 Einw./km². 81,2 % der Bevölkerung bezeichneten sich als Weiße, 10,1 % als Afroamerikaner, 0,1 % als Indianer und 2,1 % als Asian Americans. 3,6 % gaben die Angehörigkeit zu einer anderen Ethnie und 2,9 % zu mehreren Ethnien an. 44,2 % der Bevölkerung bestand aus Hispanics oder Latinos.
Im Jahr 2010 lebten in 31,8 % aller Haushalte Kinder unter 18 Jahren sowie 28,0 % aller Haushalte Personen mit mindestens 65 Jahren. 65,7 % der Haushalte waren Familienhaushalte (bestehend aus verheirateten Paaren mit oder ohne Nachkommen bzw. einem Elternteil mit Nachkomme). Die durchschnittliche Größe eines Haushalts lag bei 2,51 Personen und die durchschnittliche Familiengröße bei 3,09 Personen.
24,1 % der Bevölkerung waren jünger als 20 Jahre, 23,5 % waren 20 bis 39 Jahre alt, 31,2 % waren 40 bis 59 Jahre alt und 21,0 % waren mindestens 60 Jahre alt. Das mittlere Alter betrug 42 Jahre. 47,4 % der Bevölkerung waren männlich und 52,6 % weiblich.
Das durchschnittliche Jahreseinkommen lag bei 48.995 $, dabei lebten 16,1 % der Bevölkerung unter der Armutsgrenze.
Im Jahr 2000 war Englisch die Muttersprache von 47,43 % der Bevölkerung, spanisch sprachen 32,71 % und 19,86 % hatten eine andere Muttersprache.